# 6075 Зайцев
6075 Зайцев (6075 Zajtsev) — астероїд головного поясу, відкритий 1 квітня 1976 року.
Тіссеранів параметр щодо Юпітера — 3,194.